# Antoinette de Beaucaire
Antoinette de Beaucaire (Nîmes, 21 de janeiro de 1840 — França, 27 de janeiro de 1865) foi uma escritora francesa.